# Eduard Hitzig

Eduard Hitzig, um 1877

Julius Eduard Hitzig (* 6. Februar 1838 in Berlin; † 20. August 1907 im Luisenheim zu St. Blasien) war ein deutscher Psychiater und Neurophysiologe.

## Leben
Eduard Hitzig begann mit dem Studium der Rechtswissenschaft, wandte sich aber bald dem Medizinstudium zu. Er studierte in Friedrich-Wilhelms-Universität zu Berlin und der Julius-Maximilians-Universität Würzburg, u. a. bei Emil Du Bois-Reymond, Rudolf Virchow, Moritz Heinrich Romberg und Carl Friedrich Otto Westphal. Hitzig war Mitglied des Corps Nassovia Würzburg (1859) und des Corps Neoborussia Berlin (1860). 1862 wurde er zum Dr. med. promoviert. Er war als niedergelassener Arzt in Berlin, zunächst als Elektrotherapeut, tätig. 1872 folgte die Habilitation in Berlin für innere Medizin und Psychiatrie. 1875 wurde Hitzig Direktor der Irrenanstalt Burghölzli und ordentlicher Professor für Psychiatrie an der Universität Zürich. 1879 wurde er als Direktor der Neuropsychiatrischen Klinik und Professor für Psychiatrie an die Friedrichs-Universität Halle berufen, wo er 1891 die erste selbständige Psychiatrische und Nervenklinik Preußens eröffnete.
Hitzig führte 1870 mit Gustav Theodor Fritsch Experimente zur Elektrostimulationen des Gehirns an Hunden durch. Ihr vielbeachtetes Werk war der erste Nachweis dafür, dass einzelne Funktionen in der Großhirnrinde durch elektrische Stromimpulse erregbar sind und an konkreten Orten (etwa motorischen Zentren) lokalisiert sind. Im Jahr 1883 wurde er in die Deutsche Akademie der Naturforscher Leopoldina gewählt. Verheiratet war er mit Henriette (Etta) Ranke (1843–1939), einer Nichte von Leopold von Ranke.
Das Familiengrab befindet sich auf dem  Friedhof der Dorotheenstädtischen und Friedrichswerderschen Gemeinden in Berlin-Mitte, Chausseestraße. Dort ist auch sein Vater Friedrich Hitzig beigesetzt.

## Schriften (Auswahl)
- (mit Gustav Fritsch) Ueber die elektrische Erregbarkeit des Grosshirns. In: Archiv für Anatomie, Physiologie und wissenschaftliche Medicin. Band 37, 1870, S. 300–332 (online).
- Untersuchungen über das Gehirn: Abhandlungen physiologischen und pathologischen Inhalts. Hirschwald, Berlin 1874 (online).
- Ueber den Quärulantenwahnsinn, seine nosologische Stellung und seine forensische Bedeutung: Eine Abhandlung für Ärzte und Juristen. Vogel, Leipzig 1895.
- Hughlings Jackson und die motorischen Rindencentren im Lichte physiologischer Forschung. Gelesen in der Neurological Society of London den 29. November 1900. Hirschwald, Berlin 1901 (online).
- Physiologische und klinische Untersuchungen über das Gehirn. Gesammelte Abhandlungen. Hirschwald, Berlin 1904 (online).